# Panagia Acheiropoietos bazilika
Az 5. században épült  Panagia Acheiropoietos bazilika (görögül: Παναγία Αχειροποίητος ) Szaloniki ókeresztény templomainak egyike. Egy, a nagyon kevés kora bizánci bazilikák közül, amely gyakorlatilag változatlanul élte át az évszázadokat. A  Panagia Acheiropoietos egy háromhajós emporumos és deszkatetős bazilika. Egyike Szaloniki 15 ókeresztény és bizánci műemlékének amelyeket az UNESCO 1988-ban vett fel a világörökségi helyszínek listájára.

## Története
Az  Acheiropoietos bazilika az antik Szaloniki főutcájától északra a antik fórum mellett egy fürdő komplexum területén épült. Az archeológiai feltárás során a templom padozata alatt a régi fürdőnek 3 rétegét tárták fel. Megalapították, hogy a fürdő a 4. században valószínűleg egy tűzvészben nagyrészt megsemmisült, de a templomtól 10 méterre délre feltárták egy az 5. század második felében még üzemelő kisebb fürdő romjait.
A templom építésének pontos ideje nem ismert. Archeológusok általánosságban elfogadott véleménye szerint ez az 5. század közepére, harmadik negyedére tehető. A bazilika neve többször változott az  az évszázadok alatt. Az Acheiropoietos elnevezés („nem kéz készítette”) eredetileg egy a bazilikában található csudatévő Istenanya ikon neve, a templom elnevezéseként csak a 14. századtól használatos. Feltételezik, hogy a templom a kezdetektől fogva az Mária Istenanyaságának (Panagia Theotokos) volt szentelve, de Mária mellett, Szent Demeter is védőszentje volt.
1430-ban Szaloniki török uralom alá kerülésekor a templomot mecsetté alakították át.  A törökök a templomot a régi mecsetnek ("Eski Camii" vagy "Eski cuma camii") nevezték.  Ceseri Kasim pasa  1487/88-ban 30 000 ezüst dénárért restauráltatta.  IV. Mehmet szultán 1673-ban imádkozott a templomban ezt egy felirat örökítette meg. 1910-ben még török fennhatóság alatt hozzákezdtek a templom felújításához ezt a munkát 1913-ban a görög adminisztráció folytatta. 1922-ben az épületet menekültszállásnak használták. Csupán 1929-ben kapta vissza eredeti funkcióját.

## Az épület
Az  Acheiropoietos bazilika ma is az 5. századi formájában áll. Egy háromhajós 51,90 méter hosszú és 30,80 méter széles emporumos bazilika. A külső fal magossága 14 méter. 1909-ben minden későbbi átépítést lebontottak az épületet eredeti állapotába állították vissza.
A főhajót mind a két oldalon 12-12 márványoszlop választja el a mellékhajóktól, keleten eredetileg öt boltíves ablakkal felosztott apszis, nyugati végén egy narthex zárja le.  A narthex és a főhajó között egy három ívű átjáró (trivelum)  található ennek két oszlopa zöld thesszaliai márványból készült. Az emporum felett a nartextöl északra egy torony helyezkedik el a torony feljárata az északi mellékhajójából érthető el. A templom főbejárata a  déli falon található ez eredetileg az antik Szaloniki főutcájára nyílott.
A főhajó és mellékhajók közötti oszlopok feletti boltíveken megmaradtak az eredeti mozaikok, aranyozott hátterű, növényeket és madarakat ábrázoló kompozíciók. A déli oszlopsor feletti teret a Szebasztei vértanúkat ábrázoló 13. századi freskómaradványok díszítik.
- eredeti mozaik
- a volt római fürdő padlója
- Szebasztei vértanúk 13. század